# Африканская внутренняя церковь в Судане
Африканская внутренняя церковь в Судане (англ. Africa Inland Church Sudan) — христианская деноминация в Южном Судане.

## История
Внутренняя Африканская миссия была основана в Кении в 1885 году, а затем переехала в Демократическую Республику Конго. Внутренняя Африканская миссия начала работать в Судане в 1949 году под названием «Африканская внутренняя церковь в Судане». По соглашению с Англиканской церковью Судана церковь взяла на себя ответственность за всю восточную Экваторию. Приходы церкви так же сосредоточились на западном берегу Нила.

## Структура
Первый суданский пастор церкви был рукоположен в 1956 году. В 1972 году деноминация стала полностью автономной. Церковь базируется в Южном Судане, но также присутствует в Судане. Она насчитывает 125 000 членов в 340 общинах.

## Деятельность
В настоящее время церковь реализует программы служения, ориентированные на базовое образование и первичную медицинскую помощь. Другие программы включают обучение навыкам перемещенных лиц, особенно женщин, а также развитие санитарии и жилья в лагерях вокруг Хартума. Церковь также участвует в работе по оказанию помощи в районе Дарфура.

## Экуменизм
Церковь — член Всемирного сообщества реформатских церквей. С 2001 года — член Всемирного совета церквей.

## Внешние ссылки
- Церковный сайт